# Carmo do Cajuru
Carmo do Cajuru is een gemeente in de Braziliaanse deelstaat Minas Gerais. De gemeente telt 20.031 inwoners (schatting 2009).

## Aangrenzende gemeenten
De gemeente grenst aan Cláudio, Divinópolis, Igaratinga, Itaguara, Itatiaiuçu, Itaúna en São Gonçalo do Pará.